# Mykofagia

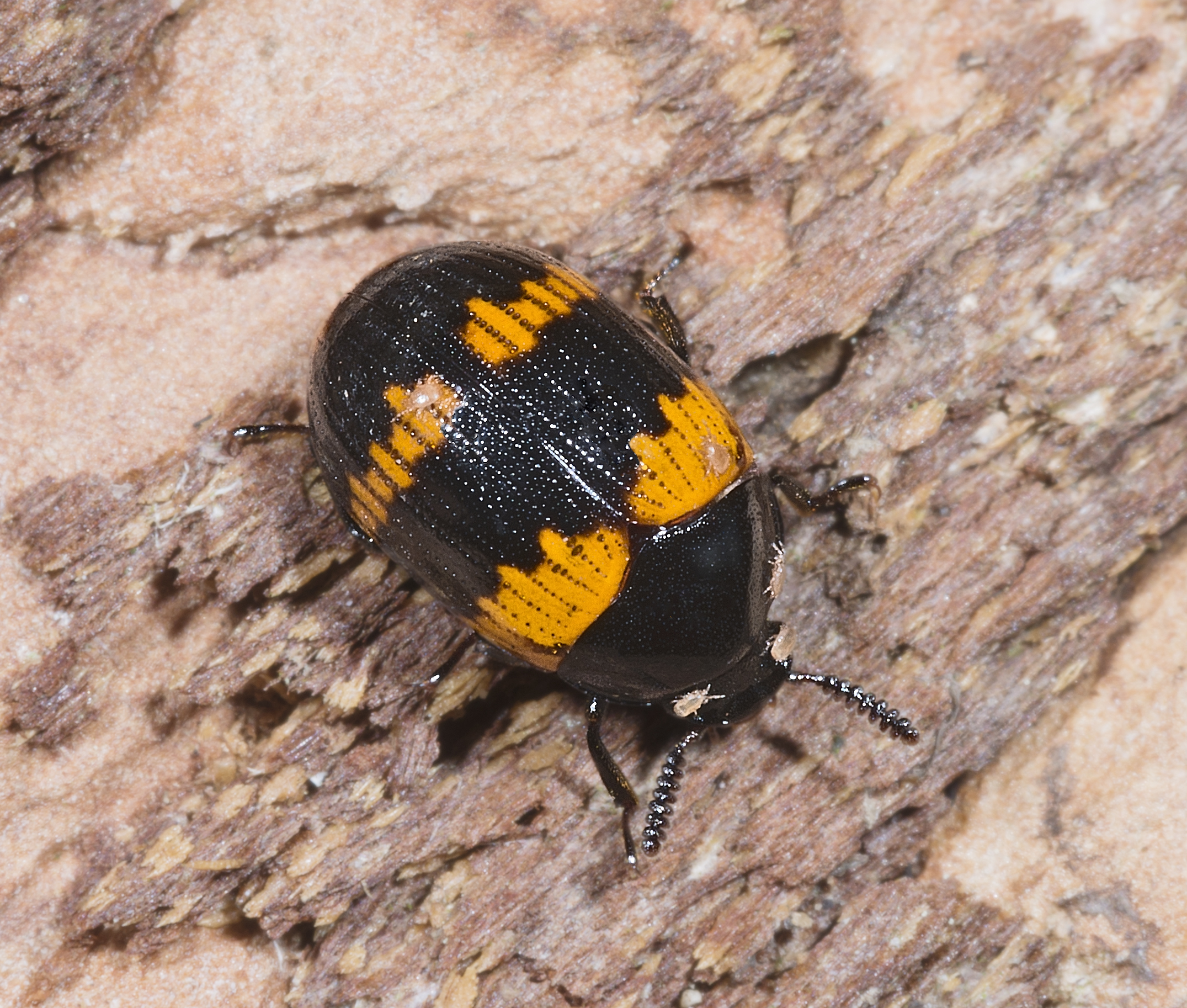
Borzewka (Diaperis boleti) należąca do mykofagów

Mykofagia – odżywianie się grzybami – ich grzybnią i owocnikami. Jest to jeden z rodzajów cudzożywności (heterotrofizmu). W przyrodzie ten sposób odżywiania się jest powszechny i występuje u mięczaków, owadów, gadów, ptaków i ssaków, w tym również ludzi.
W zależności od znaczenia owocników grzybów w diecie zwierząt wyróżnia się:
- mykofagię obligatoryjną, gdy grzyby są jedynym rodzajem pokarmu dla danego zwierzęcia,
- mykofagię fakultatywną, gdy grzyby są ważnym, ale nie jedynym rodzajem pokarmu danego zwierzęcia,
- mykofagię przypadkową, gdy grzyby spożywane są tylko sporadycznie[1].

Zwierzęta odżywiające się grzybami nazywa się mykofagami, mikofagami, micetofagami, grzybojadami.

## Mykofagi saproksyliczne
Jedną z grup mykofagów są zwierzęta rozwijające się na martwym drewnie. Należą do grupy gatunków saproksylicznych. Są to organizmy głównie bezkręgowe, zwłaszcza liczne owady związane z próchnowiskami. Ich larwy i imago odżywiają się wyłącznie lub głównie, strzępkami hodowanej w gnieździe lub żerowisku grzybni grzybów ektosymbiotycznych, podczas gdy drewno jako pokarm nie jest bezpośrednio wykorzystywane. Posiadają budowę ciała służącą do przenoszenia zarodników grzybów ektosymbiotycznych i ich wprowadzania do nowych żerowisk. Służą im do tego mycetangia potocznie zwane kieszeniami. Grzybnia przez nich hodowana może być umieszczona na specjalnej pożywce w drewnie lub po prostu przerastać drewno w pobliżu miejsca żerowania larwy, dokąd została wprowadzona przez samicę podczas składania jaj.
Mykofagi zasiedlają różne rodzaje mikrośrodowisk. Przykładem są martwe, stojące pnie drzew, pniaki, korzenie, leżące konary i gałęzie, zawieszone pnie itp. Biorą również udział w wielu procesach, zachodzących w ekosystemie, stanowią niezbędny i niezastąpiony czynnik ekologicznej równowagi:
- uczestniczą w rozkładzie i mineralizacji substancji organicznej,
- ograniczają liczebność innych fagów,
- przygotowują miejsca do gniazdowania i ukrycia dla wielu ptaków i ssaków, niektórych innych kręgowców, a także dla szeregu gatunków bezkręgowców.

Owady należące do tej grupy są dobrym pożywieniem dla ptaków oraz innych zwierząt. W ich ciałach żyje wiele nicieni, pierwotniaków, grzybów, bakterii i innych. Po śmierci służą innym owadom za pokarm. Szczególnie istotną rolę odgrywają w rozdrabnianiu i rozkładzie drewna. Dzięki przenoszeniu przez nie grzybów proces rozkładu jest znacznie przyspieszony.
Puszcza Białowieska jest przykładem regionu, gdzie takich rzadkich gatunków zachowało się najwięcej, bo wskutek intensywnej gospodarki leśnej w lasach europejskich (np. Austria) usuwane są chore i martwe drzewa, co doprowadziło do zmniejszenia populacji tego typu owadów.